# Going Out In Style
Going Out in Style é o sétimo álbum de estúdio da banda Dropkick Murphys lançado em primeiro de março de 2011. Foi o segundo lançamento da banda na gravadora Born & Bred Records e marca a maior lacuna entre dois álbuns do Dropkick Murphys, já que foi lançado quase quatro anos depois de The Meanest of Times, de 2007. Foi também o primeiro a apresentar o novo membro Jeff DaRosa.
Dois singles foram lançados do álbum, incluindo "Going Out in Style" e "Memorial Day", também lançados em videoclipe.
O álbum foi relançado em 13 de março de 2012 como Fenway Park Bonus Edition. Inclui o álbum de estúdio completo e um CD ao vivo de 18 músicas gravado no Fenway Park em Boston, MA, enquanto a edição limitada em vinil do Live at Fenway inclui duas músicas ao vivo bônus não disponíveis no CD.

## Recepção
O álbum foi bem recebido pelos críticos. Em sua análise, PopMatters afirmou que: "Se você gosta de Dropkick Murphys, você vai gostar de Going Out In Style." Em relação ao conceito do álbum, eles acrescentaram: “O personagem fictício Cornelius Larkin é exatamente o tipo de homem que você esperaria encontrar em um lançamento do Dropkick Murphys: um imigrante irlandês de classe trabalhadora que segura sua bebida e se dá bem em uma boa e velha briga. " A Rolling Stone resumiu o álbum dizendo "O septeto punk-irlandês de Boston nunca fez um coro que eles não arrebentassem, com uma gaita de fole cantando junto para uma dose extra de pungência do velho mundo". O site About.com comentou que "é um álbum de evolução ampla para a banda - o mais ambicioso até agora - e como resultado é um momento emocionante para a música".

## Faixas
| N.º | Título                                                                                 | Duração |  |
| 1.  | "Hang 'Em High"                                                                        | 3:59    |  |
| 2.  | "Going Out in Style" (feat. Fat Mike, Chris Cheney and Lenny Clarke)                   | 4:08    |  |
| 3.  | "The Hardest Mile"                                                                     | 3:26    |  |
| 4.  | "Cruel"                                                                                | 4:21    |  |
| 5.  | "Memorial Day"                                                                         | 2:59    |  |
| 6.  | "Climbing a Chair to Bed"                                                              | 2:59    |  |
| 7.  | "Broken Hymns"                                                                         | 5:03    |  |
| 8.  | "Deeds Not Words"                                                                      | 3:41    |  |
| 9.  | "Take 'Em Down"                                                                        | 2:11    |  |
| 10. | "Sunday Hardcore Matinee"                                                              | 2:43    |  |
| 11. | "1953" (written by Dropkick Murphys)                                                   | 4:14    |  |
| 12. | "Peg o' My Heart (written by Alfred Bryan and Fred Fisher)" (feat. Bruce Springsteen ) | 2:20    |  |
| 13. | "The Irish Rover (Traditional)" (feat. Pat Lynch)                                      | 3:39    |  |

### Versão do iTunes
Inclui a faixa bônus "Walk Don't Run" entre as duas ultimas músicas.

### Fenway Park (bonus edition)
1. "Hang 'Em High"
2. "Sunday Hardcore Matinee"
3. "Deeds Not Words"
4. "Going Out in Style"
5. "The Irish Rover"
6. "Peg o' My Heart"
7. "Tessie"
8. "Cruel"
9. "Climbing a Chair to Bed"
10. "Take 'Em Down"
11. "Devil's Brigade"
12. "Boys On The Docks"
13. "The Dirty Glass"
14. "The State of Massachusetts"
15. "Kiss Me, I'm Shitfaced"
16. "Time To Go"
17. "I'm Shipping Up To Boston"
18. "T.N.T."

## Integrantes
- Al Barr – vocal
- Tim Brennan – guitarras, acordeão, tin whistle, vocal
- Ken Casey – vocal, baixo
- Jeff DaRosa – banjo, bouzouki, mandolin, harmonica, vocal
- Matt Kelly – baterias, vocal
- James Lynch – guitarras, vocal
- Scruffy Wallace – Gaita de fole

## Músicos Convidados
- Bruce Springsteen – Vocal convidado em "Peg O' My Heart"
- Pat Lynch – Vocal convidado em "The Irish Rover"
- Fat Mike – Vocal convidado em "Going Out in Style"
- Chris Cheney – Vocal convidado em "Going Out in Style"
- Lenny Clarke – Vocal convidado em "Going Out in Style"
- Emma Casey – violino e backing vocal
- Joe Gittleman – backing vocal adicional
- Jen Clarke – backing vocal adicional
- Liam Casey – backing vocal adicional
- Evan Tolonan – backing vocal adicional
- Kevin Rheault – backing vocal adicional

Parkington sisters:
- Ariel Parkington – cordas e backing vocal
- Lydia Parkington – cordas e backing vocal
- Nora Parkington – cordas e backing vocal
- Rose Parkington – cordas e backing vocal
- Sarah Parkington – cordas e backing vocal